# Bolbaite
Bolbaite es un municipio español perteneciente a la provincia de Valencia y a la comarca del Canal de Navarrés, en la Comunidad Valenciana. Cuenta con una población de 1333 habitantes (INE 2024). Se trata de un municipio castellanohablante, en el que el castellano cuenta con el predominio lingüístico reconocido legalmente.

## Geografía

Localización en la comarca del Canal de Navarrés

Bolbaite se encuentra en la comarca de la Canal de Navarrés, al suroeste de la provincia de Valencia, y dista 84 km de la ciudad de Valencia.
Situado en la cuenca del río Sellent, Bolbaite se halla en el centro de la comarca. La superficie del término es ondulada, elevándose de este a oeste, desde los 250 a los 600 m.
Limita al norte con Navarrés, al sur con Enguera y Chella, con la que limita también al este, y al oeste con Quesa, todas ellas de la provincia de Valencia.
La vía de comunicación principal del municipio es la carretera CV-580, que llega desde Anna, atravesando Chella, para después continuar hacia Navarrés, y que enlaza con la Autovía del Mediterráneo (A-7) por la carretera de Alcudia de Crespins o por la de Estubeny.
La población se comunica con Játiva y Valencia cuatro veces al día por medio de la línea regular de autobuses que llega hasta la plaza Nueva.

## Historia
Por los hallazgos arqueológicos encontrados en el término de Bolbaite, esta zona estuvo poblada desde los tiempos prehistóricos, como así lo confirma la donación de objetos entregados al Museo Paleontológico de Valencia, donde actualmente se exhiben cinco cuchillos de sílex, un hacha grande de ofita, una lasca de cuarcita y otros objetos de cobre, plomo y hueso de varios animales.
También los íberos dejaron huella a su paso por este territorio; buena prueba de ello son los restos encontrados de cerámica hecha a mano, una falcata de hierro, y un broche de bronce para el cinturón.
Otros restos importantes encontrados en su término municipal, son los pertenecientes a la época romana, como las monedas imperiales -una del emperador Claudio y otra de Juliano-, y un ánfora de cerámica tosca con una capacidad de 20 litros para almacenar vino, aceite o miel.
Pero es a los árabes a los que, según la historia, se les atribuye la fundación definitiva de Bolbaite a la que llamaron por primera vez, Albait, que significa «albergue» o «caserío».
Durante la conquista de la ciudad de Játiva por el Rey Jaime I de Aragón en el año 1244, éste dispuso un contingente de tropas al mando del caballero Del Bosch, para que ganase los pueblos de la comarca, entre ellos Bolbaite.
En el año 1276 los habitantes de Albait, junto con otros 21 castillos de la zona, acudieron al llamamiento del moro Al-Azraq, poderoso señor de la Vall de la Gallinera, para levantarse contra el Rey Jaime I de Aragón y liberar a los pueblos sujetos al conquistador cristiano. Pero la rebelión fue sofocada, y los moros derrotados y expulsados. Las tierras fueron repobladas de nuevo por otros moros que habían permanecido fieles al Rey.
Transcurridos unos años, el rey Pedro IV de Aragón, también conocido por el sobrenombre de «el Ceremonioso», compró el pueblo de Bolbaite.
En el año 1394 Juan I, Rey de Aragón e hijo del anterior Rey Pedro IV, dictó privilegios en favor de Ferrán Cueto y sus descendientes, concediéndoles entre otras cosas, la baronía de Bolbaite, según documentos del archivo de la Corona de Aragón.
Poco tiempo después, Bolbaite pasó a manos del señor Pascual Maçana. En el año 1433, la villa pertenecía al señor Juan Marradés.
Hasta 1535, Bolbaite había dependido de la parroquia de Chella, adquiriendo la independencia este mismo año.
Según el censo de Caracena, en 1609, Bolbaite estaba habitado por 210 familias de moriscos, que fueron expulsados en cumplimiento del Decreto de Expulsión de Felipe III de España, quedando así el pueblo deshabitado.
En el siglo XVII, Bolbaite pasó a ser propiedad de la familia Cabanilles. El 16 de junio de 1611, Doña Catalina Villarroya Cabanilles, Baronesa de Bolbaite, contrajo nupcias con D. Luis Pardo de la Casta, Caballero de la Orden Militar de Alcántara, conde de la villa de Alacuás, y marqués de la Casta.
En 1612 la señora marquesa de la Casta y Baronesa de Bolbaite, mandó publicar bandos en diferentes villas para repoblar Bolbaite. Como consecuencia de ello, el 13 de julio del mismo año fue proclamada la Carta Puebla de Bolbaite, estableciéndose en el municipio 16 familias que procedían en su mayoría, de la zona de Aragón.
Los marqueses de la Casta edificaron en lo alto del cerro que domina la villa, un suntuoso castillo-palacio, levantado sobre una primitiva fortaleza islámica, que actuaba como residencia y símbolo de poder del señorío.
Durante la Guerra de Sucesión, en 1705, con el enfrentamiento entre los partidarios del archiduque Carlos de Austria por una parte y por otra, los de Felipe V de Borbón, el señor de Bolbaite, D. Luis Pardo de la Casta, se decantó por el primero, jurando respetar y defender los Fueros de Valencia. Mas, como Valencia se rindió a Felipe V en 1707, la familia Pardo de la Casta huyó a Flandes.

## Demografía
Bolbaite cuenta con una población de 1333 habitantes (INE 2024).
| Gráfica de evolución demográfica de Bolbaite entre 1842 y 2021                                                      |
| |
| Población de derecho según los censos de población del INE Población de hecho según los censos de población del INE |

El proceso demográfico de Bolbaite, como la Canal de Navarrés en su conjunto, se encuentra afectado por el envejecimiento poblacional y el riesgo de despoblación. La baja oferta en el mercado de trabajo y las dificultades de movilidad son las posibles causas. La caída demográfica es especialmente acusada en la última década.

## Economía
Sector empresarial
El 67 % de las empresas del municipio se dedica al comercio, la hostelería y el sector servicios. Estas empresas destacan por ser familiares y con pocos trabajadores, pero con un alto grado de calidad tanto en su producción como en el servicio personalizado que ofrecen. En un segundo puesto encontramos las empresas dedicadas a la industria y la construcción, cuyo papel constituye una actividad de especial relevancia, por su contribución al desarrollo del municipio.
Agricultura
Bolbaite vive de los productos que da la tierra. Así de la ganadería obtiene buenos embutidos, como las longanizas, las morcillas de carne, cebolla o arroz y las patrotas y, hasta hace algunos años, se podía encontrar producción de quesos frescos, elaborados artesanalmente.
Las explotaciones de ganado ovino, caprino y porcino, junto con la cunicultura definen el sector ganadero de Bolbaite. También se mantiene la apicultura.
La gran variedad de plantas aromáticas y medicinales que se pueden encontrar en todo el término municipal, favorecen la producción de excelente miel, que comercializan las empresas apicultoras, en sus diferentes variedades: de azahar, de romero, de mil flores y de girasol.
También podemos encontrar una empresa dedicada al comercio, cultivo y elaboración de dichas plantas, así como de distintos tipos de especias utilizadas en la cocina: hierba luisa, mejorama, tomillo, romero, ajedrea, equinácea, etc., todas ellas tratadas biológicamente, que son utilizadas en farmacia y cosmética.
En la zona de huerta se cultivan principalmente los cítricos, las hortalizas y otros frutales que se riegan con aguas del manantial de Las Fuentes.
Como cultivo de secano, destacan las plantaciones de olivos que suponen más del 50 % de la producción anual agrícola de secano, y del que se obtiene un excelente aceite de oliva. Predomina la variedad blanqueta, que se cultiva desde tiempos ancestrales, seguida de la manzanilla. El cultivo de la oliva blanqueta estuvo en recesión durante las tres últimas décadas, pero con la aparición de nuevas técnicas de cultivo (mecanización de la recolección) se ha conseguido aumentar la producción del cultivo del olivo.
Para intentar revalorizar el mercado de la oliva, se ha creado una asociación para la defensa del aceite de oliva blanqueta, A.V.A.B. (Agrupación Valenciana para el Aceite de Oliva Blanqueta), compuesta por todas las Cooperativas de La Canal. Esta asociación permite que el aceite del productor llegue hasta el consumidor a través de canales de alta calidad.
La práctica totalidad de los cultivos tanto de secano como de regadío, que cultivan los habitantes de Bolbaite, se destinan a la Cooperativa Agrícola del municipio, encargada de comercializarlos y promocionarlos a través de Valsur, cooperativa agrícola a nivel comarcal.
Valsur agrupa a las seis cooperativas agrícolas de La Canal. Tiene su sede social y sus oficinas en Bolbaite. En ella se lleva a cabo la recolecta, confección y comercialización de los productos de sus socios. Los principales productos que se comercializan son, en un primer lugar los cítricos, destacando la naranja clementina con unos diez millones de kilos, le sigue el pimiento italiano, con dos millones de kilos y las coles de invierno con un millón y medio de kilos. Esta Cooperativa también dispone de dos almacenes, uno en la población de Navarrés, donde se trabaja la hortaliza con varias líneas de empaquetado y clasificación de la hortaliza, y otro en Bolbaite, dedicado exclusivamente a los cítricos. Los principales clientes de estos productos, son las grandes cadenas de supermercados y un 80 % de los cítricos son exportados a Europa. Su volumen de negocio es de unos 8 millones de euros.
En éste apartado hay que destacar la Sociedad Agrícola de Transformación (S.A.T.), proyecto de explotación en común que han creado 120 agricultores de Bolbaite, con el objetivo poner en común sus tierras y su trabajo para el beneficio de todos.
La SAT de Bolbaite ha permitido el reagrupamiento de 200 parcelas en 37, recibiendo una subvención para su transformación y explotación, de la Consellería de Agricultura, Pesca y Alimentación, que asciende a la cantidad de 3,2 millones de euros.
Esta experiencia es pionera en la Comunidad Valenciana. El proyecto incluye la realización de las obras de modernización del regadío necesarias para transformar las explotaciones de riego a manta por goteo, así como las actuaciones urbanísticas necesarias para la explotación en común. Además se ha subvencionado la instalación de cuatro invernaderos, con la finalidad de ampliar el periodo de recolección de cosechas.
Todas estas actuaciones se efectúan en un área que comprende 26 hectáreas de tierras de cultivo hortícola y citrícola en la primera fase del proyecto, y que se ampliará a 44 cuando concluya este plan de explotación en común.
Finalmente, hay que señalar que existen una serie de terrenos destinados a cultivo industrial, entre los que destaca el tabaco, actividad que no se ve reflejada estadísticamente. A pesar de esto, el cultivo del tabaco y su transformación ha sido y es una actividad específica del municipio y de la comarca. Aunque existía un monopolio del Estado sobre el cultivo del tabaco, la actividad de su transformación en cigarros artesanales se mantiene activa en Bolbaite como una forma de economía sumergida.
Esta actividad ha dotado de una cierta idiosincrasia a la zona, en sus cultivos, y en sus viviendas, en las que la parte superior se dedica a actuar como secadero de tabaco, o incluso en la construcción de edificios específicos, secaderos, que en la actualidad están bajo figuras de protección urbanísticas.
Se trata de un conjunto de edificios dedicados al secado de las hojas de tabaco que fueron edificados por propietarios particulares de Bolbaite en las décadas de los años 50-60. Son edificios de una planta, con tejado a dos aguas, y están ubicados en la parte superior del área de recreo del río, en un lugar visible del municipio.
Actualmente existe una fábrica que elabora y comercializa distintas clases de puros, como los caliqueños.

## Monumentos y lugares de interés
- Castillo de Bolbaite (siglo XVI)
- Iglesia parroquial de San Francisco de Paula 1521.

El casco histórico de la villa, llamado Rabalet, está compuesto por un entramado de callejuelas que discurren alrededor del Castillo de Bolbaite, y que descienden hasta la plaza de la iglesia, donde se encuentra el Ayuntamiento y la iglesia de San Francisco de Paula, que data del siglo XVIII.
El término se encuentra atravesado por numerosos caminos vecinales, así como por la Vereda Real de Almansa que cruza la partida de Las Balsillas en dirección suroeste-este. También existen numerosos caseríos diseminados, en los que vivían en 1954 unas 150 personas y actualmente se encuentran deshabitados.
Se pueden realizar marchas a pie o en bicicleta al paraje de la ermita de Santa Bárbara, al Corral de Bru (sendero homologado P.R. V-267 Selda-Corral de Bru-Benali - 18,4 km), y a los senderos del Pino Perico y de la Cañada de Chichi Juan, con interesante flora endógena y con abundancia de flores.
Ermita de Santa Bárbara
Situada en un cerro cercano a Bolbaite, la ermita de Santa Bárbara se ubica en un entorno natural de pinos carrascos, con una gran variedad de vegetación típica mediterránea.
Su enclave en lo alto de una pequeña montaña, proporciona vistas sobre el amplio valle de La Canal de Navarrés, el pico Caroig, las tierras del llano de Sumacárcel y los montes de la Ribera en la lejanía. Incluso en los días claros se puede divisar el horizonte del mar de la costa valenciana.
Este paraje posee también una zona de ocio y esparcimiento acondicionada con mesas y bancos de madera, fuentes, y un bar-restaurante, lo que le convierte en un lugar muy visitado por numerosas personas los fines de semana, en época estival y sobre todo en Pascua.
Paraje del Río Sellent
El Río Sellent cruza por la mitad de la población, dividiéndola en dos partes: El Lugar, y La Peña, que quedan unidas por dos puentes.
A su paso por Bolbaite, este río ofrece una gran variedad de fauna y flora, así como diferentes tipos de paisajes. Bajo el Puente Viejo, en un pequeño remanso de aguas, se encuentras multitud de patos, ocas y enormes carpas.
Más arriba, el cauce del río se convierte en una zona de esparcimiento, con un lago natural apto para el baño, merenderos, fuentes y una zona recreativa.
Subiendo por el río, nos encontramos con el Gorgo Cadena, con una cueva sumergida dentro del Gorgo de gran interés espeleológico.
Secaderos de Tabaco
Se trata de un conjunto de seis edificios dedicados al secado de las hojas de tabaco, que fueron edificados por propietarios particulares de Bolbaite en las décadas de los años 50-60.
Son edificios de dos plantas, con tejado a dos aguas, y están ubicados junto a la carretera que va a Navarrés, junto al sendero que desciende a la zona de baños del río Sellent.

## Administración y política
| Periodo   | Nombre                    | Partido                                           |
| --------- | ------------------------- | ------------------------------------------------- |
| 1979-1983 | Luis Juárez Argente       | CANDIDATURA INDEPENDIENTE EVOLUCIÓN Y BIEN (CIEB) |
| 1983-1987 | Luis Juárez Argente       | CIEB                                              |
| 1987-1991 | Luis Juárez/Benito García | CIEB                                              |
| 1991-1995 | Evaristo Argente García   | COALICIÓN INDEPENDIENTES - PSPV - PSOE            |
| 1995-1999 | Evaristo Argente García   | COALICIÓN INDEPENDIENTES - PSPV - PSOE            |
| 1999-2003 | José Luis Juárez García   | PSPV - PSOE                                       |
| 2003-2007 | José Luis Juárez García   | PSPV - PSOE                                       |
| 2007-2011 | Práxedes Polop Argente    | PPCV - PP                                         |
| 2011-2015 | Práxedes Polop Argente    | PPCV - PP                                         |
| 2015-2019 | Carolina Más Monteagudo   | PSPV - PSOE                                       |
| 2019-2023 | Carolina Más Monteagudo   | PSPV - PSOE                                       |
| 2023-act. | Judith Perales Sales      | PSPV - PSOE                                       |

## Cultura

### Fiestas
- Fallas. Desde el año 2012, la Comisión fallera No Ni Poc es la encargada de organizar unas fiestas falleras novedosas en Bolbaite, celebrándose éstas un fin de semana antes a la celebración oficial de las Fallas de Valencia.
- Fiestas Patronales. Se celebran la semana posterior a la Semana Santa, en honor al patrón de la villa, San Francisco de Paula. Estas fiestas poseen una gran tradición, y alcalzan su punto álgido con el desfile de Moros y Cristianos que se celebra el domingo siguiente al Domingo de Pascua.
- Santa Bárbara. La celebración de la festividad de la patrona de Bolbaite, se realiza el primer fin de semana de diciembre. De esta fiesta hay que destacar la Despertá de cohetes sueltos que se realiza por las calles de la población, acompañada de cantos en honor a la patrona.
- Semana Cultural. Del 1 al 13 de agosto, con actividades culturales, lúdicas y deportivas.

### Productos típicos
Los productos que se elaboran artesanalmente en el municipio de Bolbaite son, principalmente:
-Mieles, como la miel de azahar, la de romero, la de mil flores y la de girasol.
- El aceite de oliva virgen, de excelente calidad y elaborado a la manera tradicional. Se extrae de la aceituna procedente de las explotaciones agrarias de Bolbaite. Es comercializado por la Cooperativa Valsur.
- Cultivo y elaboración de plantas aromáticas y medicinales, así como de diferentes especias utilizadas en el arte culinario, como la hierba luisa, la mejorama, el tomillo, el romero, la ajedrea y la equinácea.
- Entre los embutidos típicos, destacan las longanizas, las morcillas de carne, cebolla o arroz, y las patrotas.

### Gastronomía
Los platos más característicos de Bolbaite son:
- La Olla con Pelotas: cocido de garbanzos, carne de cerdo y de ternera, apio, patata zanahoria y pelotas ( magro picado, piñones, pan rallado, perejil, todo amasado). De este cocido se saca el caldo para hacer sopa cubierta o Arroz de novia; y como segundo plato se sirven todos los ingredientes del cocido.
- Arroces varios, como el Arroz con hierbas, el Arroz caldoso y la Paella negra (con alcachofas).
- Cazolica en pencas
- Tortas, hechas con masa de pan y sobre las que se coloca mezcla al gusto: longanizas, tocino entreverado o costilla de cerdo.
- Entre los dulces destacan los pasteles de cacahuete y boniato, las «torticas abiscochás», el brazo de Gitano, el turrón de cacahuete, el turrón de gatico, las cristinas, los dulces de coc' y los rossegones.